# 825.
◄ | 8. stoljeće | 9. stoljeće | 10. stoljeće | ►
◄ | 790-ih | 800-ih | 810-ih | 820-ih | 830-ih | 840-ih | 850-ih | ►
◄◄ | ◄ | 822. | 823. | 824. | 825. | 826. | 827. | 828. | ► | ►►
Astronomija • Književnost • Kršćanstvo • Pravo • Promet

## Rođenja
- Ludovik II., car Svetog Rimskog Carstva († 875.)

## Vanjske poveznice
|  | Zajednički poslužitelj ima još gradiva o temi 825. |